# Adolf Meschendörfer
Adolf Meschendörfer (Brassó, 1877. május 8. – Brassó, 1962. július 4.) erdélyi szász író.

## Életpályája
Magyar nyelvű kereskedelmi iskolában tanult, majd a brassói gimnáziumban érettségizett. 1897-1901 között bölcsészetet, teológiát és filozófiát tanult Strassburgban, Bécsben, Budapesten, Heidelbergben, Kolozsvárott és Berlinben. 1910-ben védte meg Heinrich von Kleist als Prosaschriftsteller című disszertációját. Ezt követően különböző barssói iskolákban volt tanár, illetve igazgató. 1940-ben nyugdíjba vonult.
Fia, Harald Meschendörfer (1909–1984) festő és grafikus, a fiatalon elhunyt Wolfgang (1910–1934) szintén grafikus volt,

## Munkássága
Az erdélyi szász irodalom egyik legjelentősebb alakjaként írói és publicisztikai munkásságával tartós hatást gyakorolt ennek 20. századi fejlődésére. Műveiben meghatározó szerept játszott az a nézete, hogy az erdélyi szászok politikai és gazdasági szerepe a nacionalizmus korában egyre csökken, és önálló népcsoportként kizárólag a kor színvonalát felülmúló kulturális teljesítménnyel őrizhetik meg. Az általa kiadott és szerkesztett Die Karpathen című folyóiratban, amely Brassóban jelent meg 1907–1914 között, erdélyi szász írók (Johann Plattner, Eduard Schullerus, Hermann Klöß) mellett a 20. század jelentős német íróinak (Detlev von Liliencron, Richard Dehmel, Gustav Falke) művei jelentek meg. Fontosnak tartotta az erdélyi magyar és román kulturális kapcsolatok fejlesztését, ugyanakkor kapcsolatban állt a bánsági német írókkal (Adam Müller-Guttenbrunn, Otto Alscher) is. A Die Karpathen által elkezdett irányt az első világháború után a brassói Klingsor (1924-1939) és a temesvári Banater Monatshefte (1933–1939) folytatta.
A Die Karpathen hasábjain jelent meg folytatásokban Leonore című regénye, amely az erdélyi szász irodalomban addig szokatlan módon kritikusan viszonyult népéhez. A világcsavargó Dr. Svend és az emancipációra vágyó Leonore története, illetve Dr. Svend kapcsolatai az önfejű brassóiakkal napló illetve levelek formájában jelenik meg.
Következő két regénye, a Die Stadt im Osten (1931, magyar nyelven Corona címmel jelentmeg) és a Der Büffelbrunnen (1935) szintén erdélyi témát dolgoz fel. Előbbi egy öreg ember visszaemlékezése, amely azonban személyes történetén túl egy brassói generáció története is
Meschendörfer színdarabjai (Abt von Kerz, Michael Weiß, Vogel Phönix) és versei kevésbé voltak sikeresek, az egyetlen kivétel a Siebenbürgischen Elegie (1927, Erdélyi elégia címen Radnóti Miklós fordította magyarra). Irodalomkritikai és kultúrtörténeti cikkei különböző erdélyi, osztrák és német lapokban jelentek meg. Az 1940-es években előszeretettel írt művésztörténeteket és humoreszkeket, 1950 után nem alkotott jelentőset.

## Művei
- Vorträge über Kultur und Kunst, 1906
- Leonore, Roman eines nach Siebenbürgen Verschlagenen, 1908
- Siebenbürgische Elegie, 1927 (Erdélyi elégia, Radnóti Miklós fordította magyarra)
- Gedichte, 1930
- Die Stadt im Osten, Roman, 1931 (magyarul Corona címen Kós Károly fordításában jelent meg)
- Dramen, 1931
- Der Büffelbrunnen, Roman, 1935
- Siebenbürgen, Land des Segens, Lebenserinnerungen, Prosa, Gedichte, 1937
- Geschichten, 1947
- Als man noch Soldaten fing, 1966
- Gedichte, Erzählungen, Dramen, Aufsätze, 1978

## Magyarul
- Corona; ford. Kós Károly, versford. Dsida Jenő; Erdélyi Szépmíves Céh, Kolozsvár, 1933
- Leonóra. Egy Erdélybe vetődött idegen regénye; ford. Veres István; Kriterion–Európa, Bukarest–Bp., 1978
- Corona. Regény; ford. Kós Károly; Kriterion, Bukarest, 1983

## Díjak, kitüntetések
- A Német Akadémia ezüstérme (1932)
- Dr. honoris causa (Breslau 1936)
- Munka Érdemrendje I. fokozat (Román Népköztársaság, 1957)